# 네코촌
네코촌(根子村)은 이와테현 히에누키군에 놓여졌던 촌이다.

## 역사
- 1889년 4월 1일 - 정촌제 시행과 함께 네코촌이 성립하였다.
- 1923년 6월 1일 하나마키시에 편입하였다.

## 교통
- 철도성
  - 도호쿠 본선